# Kapala
Pour les articles homonymes, voir Kapala (homonymie).

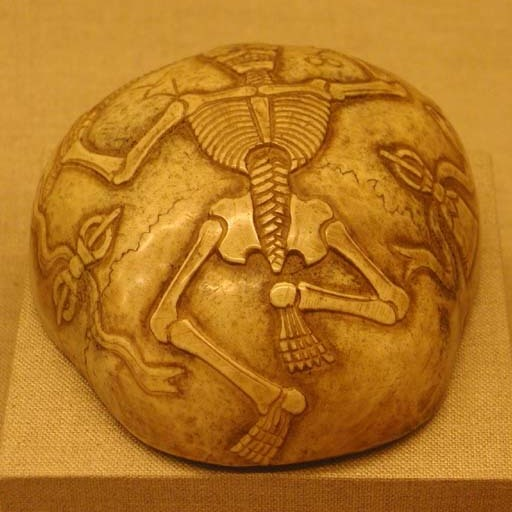
Kapala sculpté tibétain

Un kapala (sanskrit IAST : kapāla ; devanagari : कपाल ; « crâne ») est une coupe faite à partir d'un crâne humain utilisée en tant que récipient lors de rituels propres au tantrisme hindou et au bouddhisme tantrique.
Les kapalikas, ascètes shivaïtes errants, portent des colliers de crânes humains ou en utilisent comme bol à aumône.